# Antaly
Antaly est une commune urbaine malgache située dans la partie sud de la région d'Atsimo-Andrefana.